# Pietro Arborio

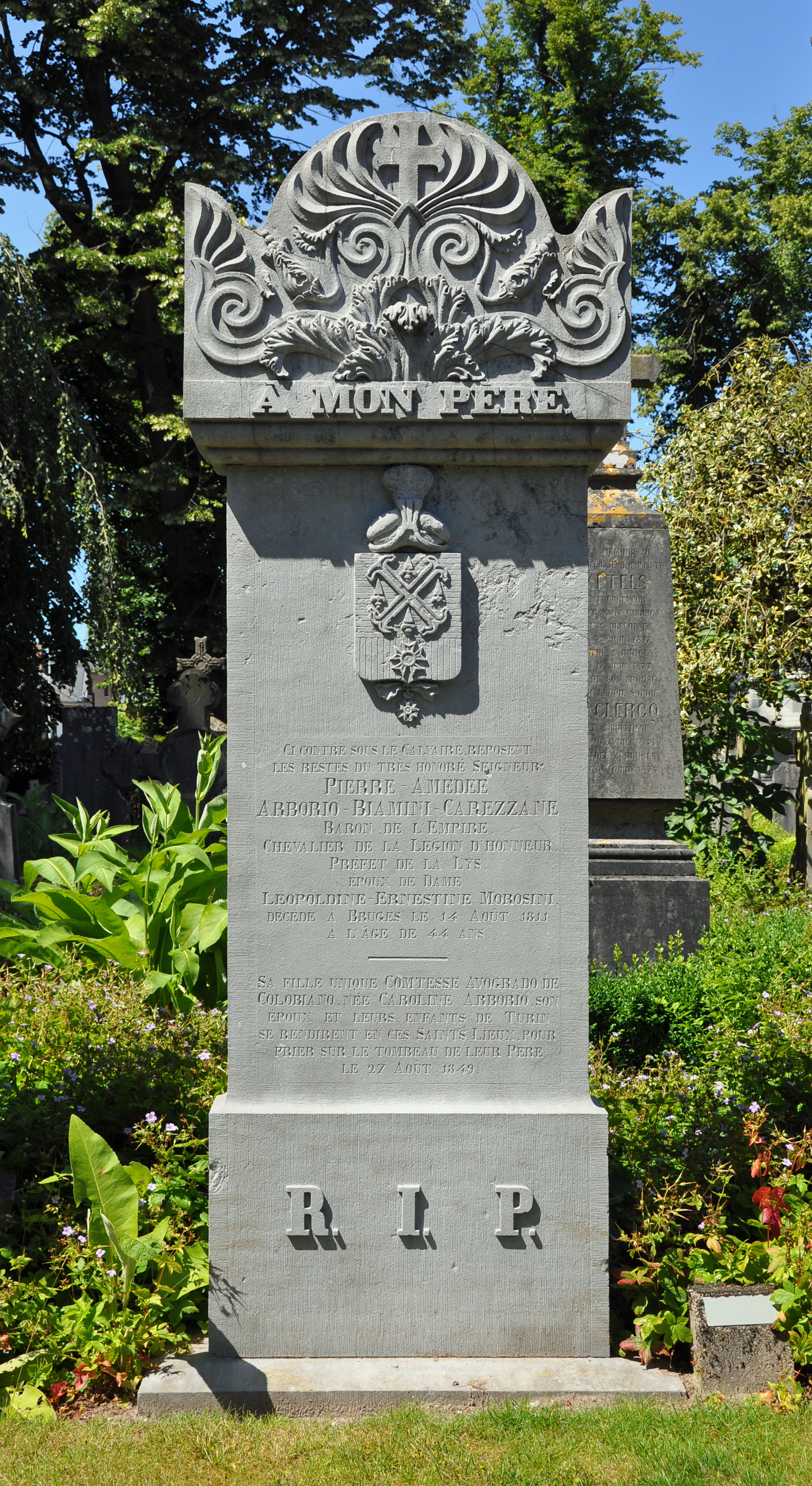
Cenotaaf van Pietro Arborio op de Centrale Begraafplaats van Brugge

Pietro Arborio (Vercelli, 29 maart 1767 - Brugge, 14 augustus 1811) was prefect van het Leiedepartement.
Pietro Amedeo Vincenzo Josepho Arborio-Biamino-Carrezane was de zoon van graaf Carlo Vincenzo Arborio-Beniamino en van Marieanne Giovenone di Robella.
In 1801 trouwde hij met de zeventienjarige Zwitserse Leopoldine Morosini.
Hij werd in 1808 chevalier de l'Empire benoemd. De tijdgenoten en ook zijn cenotaaf op de Centrale Begraafplaats van Brugge vermelden hem als baron de l'Empire, maar in de gepubliceerde lijsten (onder meer bij Tulard) komt hij met die titel niet voor. Het is niet onmogelijk dat hij de titel ontving naar aanleiding van zijn overplaatsing naar Brugge en dat zijn snelle dood hem verhinderde de 'open brieven' te lichten.

## Eerste loopbaan
Arborio werd commandant van de Guardia Nazionale in Vercelli en werd ook conseiller de la préfecture.
Bonaparte merkte hem op en benoemde hem in 1801 tot maire van Vercelli.
In maart 1803 werd hij sous-préfet in Rijsel en in september 1803 werd hij prefect van het departement Valle Stura (hoofdstad Cuneo) in Noord-Italië.

## Prefect van het Leiedepartement
In december 1810 werd Arborio tot prefect benoemd van het Leiedepartement, in opvolging van Bernard-François de Chauvelin. Hij vestigde zich in Brugge en burgerde er vlug in. Hij werd bevriend met verschillende voorname inwoners, vooral met collectioneurs.
Drie maanden na zijn aankomst werd hij ziek. Hij had ondraaglijke nierpijn en stierf nog hetzelfde jaar. Hij werd op de Centrale Begraafplaats in Brugge begraven, onder de Calvarie. Iets verderop richtte zijn familie een herinneringsmonument (cenotaaf) op.

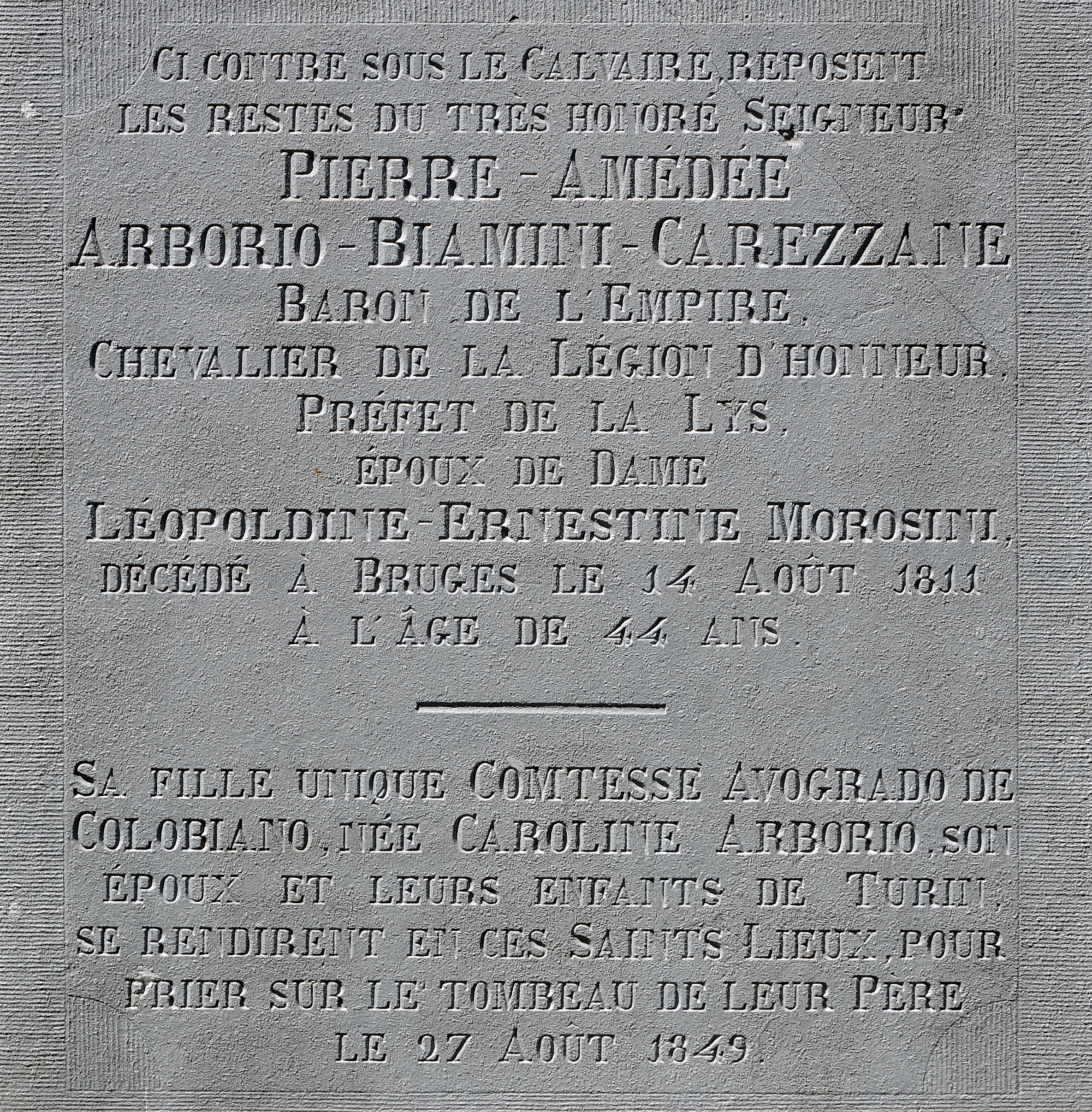
Tekst op de cenotaaf van Pietro Arborio in Brugge